# 草野満代 夕暮れWONDER4
『草野満代 夕暮れWONDER4』（くさのみつよ ゆうぐれワンダフォー）はニッポン放送で2018年4月2日から2020年7月2日まで放送していた情報番組。同年7月6日から2021年3月31日まで同じ出演者で放送していたミニ番組『健康あるあるWONDER4』（けんこうあるあるワンダフォー）についても当該頁で扱う。

## 番組概要
ニッポン放送は、平日夕方ワイド番組放送枠にて、6年3ヶ月に渡り『ザ・ボイス そこまで言うか!』を放送して来たが、2018年春の番組編成にて、同局アナウンサーである飯田浩司が朝の報道番組である、『飯田浩司のOK! Cozy up!』のパーソナリティに転身するため、同放送枠にて『ザ・ボイス』を終了し、元NHKのアナウンサーであった草野満代を実質のパイロット番組であった、2017年9月15日放送の『ナイタースペシャル 草野満代のサウンドコレクション』を経て起用し、平日夕方帯の情報番組として再出発した。また、『ザ・ボイス』放送時は、番組開始から3ヶ月が経過した際に、放送時間が10分短縮されたが、当該番組では6年振りに放送時間が10分延長することとなる。
草野がレギュラーのラジオ番組を担当するのは、NHK入局直後であるNHK金沢放送局時代の『FMリクエストアワー金沢』以来、27年振りとなる。
番組内容は、「GOODニュースとGOODミュージックであなたの人生をワンダフルに」をコンセプトに、その日のストレートニュース、生活、スポーツ、気象情報を伝える情報番組としている。
また、番組放送中は、リスナーからのメール若しくはTwitterのツイートを紹介しており、ハッシュタグは「#ワンダ4」で募っている。
2018年10月1日放送分から『垣花正のニュースわかんない!?』の番組終了以来、14年半振りに同放送枠でナイターオフ期の放送時間が20分拡大し、2018、19年度は18:00迄放送していた。また、同日よりパートナーとして元ニッポン放送アナウンサーの松本が加入したが、ナイターイン期も継続して出演し、後続番組である『ショウアップナイタープレイボール』にそのまま出演する曜日が存在しており、番組公式Twitterにてスタジオ移動の模様をツイートでネタにしていた。
聴取率も改善しつつある最中、2020年6月10日放送分で、急遽であるが7月2日をもっての番組終了を発表。後継番組は当該番組が編成している放送枠の前番組であった『ザ・ボイス』の弟番組である、『辛坊治郎ズーム そこまで言うか!』が木曜の午後ワイド番組枠から平日夕方の帯番組として移動する事が発表した。また、『高嶋ひでたけの特ダネラジオ 夕焼けホットライン』の番組終了以来10年ぶりに番組開始時刻を16時から30分前倒しして15時30分開始としたことにより、同様のニュースを扱う競合局裏番組と同時刻となったが、当該番組の健康情報コーナーである「健康あるあるワンダ4」が独立し、ミニ番組の『健康あるあるWONDER4』として『ズーム』放送終了直後に編成される。但し、内包扱いのため『ズーム』の番組終了時刻は、17:30として表記される。また、『街角ステーション』のリポーターであるATOMと吉田もそのまま同コーナーのレギュラーとしてスライドされた。しかし、『健康…』もナイターオフが明ける2021年3月31日放送分にて終了する事を同年3月15日放送分で発表した。

## 出演者

### 放送終了時点
2020年4月第3週から、新型コロナウィルス感染拡大防止の観点から松本が同局第3スタジオ、草野が同局9階第3会議室からと別れて出演していたが、6月になって再び同一のスタジオに戻っている。

#### パーソナリティ
- 草野満代（フリーアナウンサー、元NHKアナウンサー） - 2018年4月2日 - 2020年7月2日[注 3]、7月6日 - 2021年3月31日

#### パートナー
- 松本秀夫（フリーアナウンサー、元ニッポン放送アナウンサー） - 2018年10月1日 - 2020年7月2日[注 4]、7月6日 - 2021年3月31日

### 過去
別記が無い場合はニッポン放送アナウンサー

#### パートナー
- 箱崎みどり[注 5][注 6] - 2018年4月2日 - 2019年5月23日

#### お天気WONDER4
- 月、火曜：前島花音 - 2019年9月2日 - 2020年3月24日
- 水、木曜：熊谷実帆 - 2019年9月4日 - 2020年3月26日[注 7]

#### 中継リポーター
- 月曜：御代田悟（ラジオパーソナリティ、俳優） - 2018年4月2日 - 2020年3月23日
- 月、火曜：ATOM（根本朋之）（リポーター[注 8]、コメディアン）
- 水、木曜：吉田悠希（タレント、リポーター）※セントフォース所属

#### スポーツWONDER4
- ニッポン放送スポーツ部アナウンサー[注 9]

#### ニュースデスク
- 月、火曜：上村貢聖（ニッポン放送 報道部解説委員） - 2018年4月2日 - 2020年6月29日
- 水、木曜：森田耕次（ニッポン放送 報道部解説委員） - 2018年4月4日 - 2019年9月26日、2020年6月24日[注 10] - 7月2日
- 火曜：渡辺一宏（ニッポン放送 報道部契約アナウンサー） - 2020年5月12日 - 6月2日※ニュースデスク業務以外でも「ラジオでジム」のコーナーでも、筋肉トレーニングのインストラクターとして、数週間出演している。
- 火曜：宮崎裕子（ニッポン放送 報道部記者） - 2020年6月17、23日
- 水曜：遠藤竜也（ニッポン放送 報道部記者） - 2019年10月3日 - 2020年4月29日
- 水曜：岡宏（ニッポン放送 報道部記者） - 2020年4月8日 - 6月9日
- 木曜：山本剛士（ニッポン放送 報道部アナウンサー） - 2020年4月9日 - 6月11日

#### その他の出演者
箱崎夏季休暇取得時の代理情報アナウンサー・気象情報担当
- ひろたみゆ紀 - 2018年9月10、11日
- 東島衣里 - 2018年9月12、13日

草野夏季休暇取得時のゲストパートナー
- 瀬古利彦（DeNAランニングクラブ総監督、元マラソン男子代表選手） - 2019年9月16日
- 平野早矢香（卓球解説者、元卓球女子日本代表選手） - 2019年9月17日
- 小椋久美子（スポーツインストラクター、元バドミントン女子日本代表選手） - 2019年9月18日
- 服部道子（女子プロゴルファー、2020年東京オリンピックゴルフ日本代表女子コーチ） - 2019年9月19日

松本欠席時の代理パートナー
- 上柳昌彦（フリーアナウンサー、元ニッポン放送アナウンサー） - 2020年1月13日[注 11]、5月25日[注 12]

## 放送時間

### 現在
- 月 - 木曜 17:25 - 17:30 - 2020年7月6日 -  2021年3月31日

### 放送終了時点
ナイターオフ時期は、『ショウアップナイター』関連情報を伝えるため、放送時間が20分延長される。
- 月 - 木曜 16:00 - 18:00 - 2018年10月1日 - 2019年3月28日[10]、2019年9月30日 - 2020年6月18日
- 月 - 木曜 16:00 - 17:40 - 2018年4月2日 - 2018年9月27日、2019年4月1日 - 9月26日
- 月 - 木曜 16:00 - 17:30 - 2020年6月22日 -  2020年7月2日

### 放送時間の変更
2018年
- 9月24日：当日の前枠番組「ショウアップナイター スペシャル 広島東洋カープ×横浜DeNAベイスターズ実況中継」が放送時間を延長したため、17:00より短縮放送となった。[11][12]。これにより、当日放送予定の企画「K-POPリクエスト祭り！」は翌日に延期した。[13]
- 12月24日：『第44回ラジオ・チャリティー・ミュージックソン』編成のため、番組休止。
- 12月31日：ニッポン放送イヤーエンドスペシャル『ニッポン放送イヤーエンドスペシャル 未来への翼』（16:00 - 17:00）、『うつみ宮土理のおしゃべりしましょ 平成最後の大晦日スペシャル』（17:00 - 18:00）編成のため番組休止。

2019年
- 1月1日：『焼肉屋みやこんじょ 〜僕のミートフルな日常〜 拡大版』（16:00 - 17:00）、『リョービスペシャル 山野秀子のちいさなパティオ』（17:00 - 17:30）、『ニッポン放送新春スペシャル 二宮清純 2019年日本のスポーツ大予測』（17:30 - 18:00）編成のため番組休止。
- 1月2日：『ニッポン放送新春スペシャル YOU&三四郎 恋愛見極め人 コレって脈あり!?』（16:00 - 18:00）編成のため番組休止。
- 1月3日：『ニッポン放送ニューイヤースペシャル オールナイトニッポンi 太田基裕と崎山つばさのおしゃべや増刊号』（16:00 - 17:00）、『神田莉緒香のKANDAFULRADIO スペシャル』（17:00 - 18:00）編成のため番組休止。
- 5月1日：『ショウアップナイター スペシャル 読売ジャイアンツ×中日ドラゴンズ』（14:00 - 17:40）編成のため、番組休止。[注 13]
- 7月15日：開局記念特別番組『ニッポン放送開局65周年記念特別番組〜あなたとRock&Go!』を編成のため、番組休止。[14]
- 10月7日：『ショウアップナイター スペシャル 横浜DeNAベイスターズ×阪神タイガース』が17:40から編成されたため、ナイターオフ期であったが短縮放送。
- 12月30日：『首相官邸Twitter2倍速』（16:00 - 16:30）、『grape Award～心に響くエッセイ2019』（16:30 - 18:00）編成のため番組休止。
- 12月31日：『grape 心に響くストーリー』（16:00 - 17:00）、『報道スペシャル 日本初上陸!IRってナニ？』（17:00 - 18:00）編成のため番組休止。

2020年
- 1月1日：『ニッポン放送スポーツスペシャル 第99回天皇杯全日本サッカー選手権大会 決勝 ヴィッセル神戸×鹿島アントラーズ』中継（14:30 - 18:00）編成のため番組休止。
- 1月2日：『すとーんずのおしゃべり』（15:00 - 17:00）、『ももいろクローバーZ ももクロくらぶxoxo拡大版』（17:00 - 20:20）編成のため番組休止。
- 5月4、25日：当該番組の次時間に編成されている『板東英二 プロ野球バンバン伝説』、『ガクのネ「田中稔彦の Have a good one!」』を休止し、新型コロナウイルス感染拡大に伴う緊急事態宣言の期間延長、北海道と1都3県の解除に関する安倍晋三内閣総理大臣の記者会見を内包するため、番組放送尺を18:40まで延長した。[注 14][15][16][注 15][注 16]。

## タイムテーブル
2020年6月15日時点
記載時刻はあくまでも目安であり、日によって数分程度前後することがある。
| タイムテーブル                                  | タイムテーブル                         | タイムテーブル |
| 時刻                                            | 内容                                   | 備考 |
| ----------------------------------------------- | -------------------------------------- | --- |
| 16:00.00                                        | オープニング                           | OPトーク後、1曲楽曲をかけてからメッセージ呼び込みを行う。 |
| 16:10.00                                        | 4時のニッポン放送ニュース              | |
| 16:13.00                                        | お天気WONDER4                          | 松本がニッポン放送の本社5階のベランダから、2020年4月第3週から草野が同局の本社9階第3会議室のベランダから気象情報を伝える。CM明けに再度楽曲をかける。 |
| 16:18.00                                        | 夕刊フジ 教えてWONDER4                 | 日替りのテーマで生活に役立つミニ情報を伝える。 番組開始から2018年9月迄は注目のニュースや生活情報について専門家を招きインタビューを行う形式。2018年10月から12月まではニュースやネット上で話題になった情報や場所を松本が取材し、4日間通して報告していた。 |
| 16:26.30                                        | ニッポン放送交通情報（警視庁）         | |
| 16:29.00                                        | 健康あるあるワンダ4                    | 2019年1月7日放送分から開始したコーナー。 健康に関する気になる話題、素朴なリスナー質問を日替わりで登場する医師の回答を松本が代読するコーナー。 |
| 16:33.30                                        | ラジオリビング                         | 2018年7月2日放送分から平日午後ワイド番組として放送していた、『土屋礼央 レオなるど』の15時台枠を快適生活 ラジオショッピングと枠交換。松本と草野が商品紹介を行う。 |
| 16:40.00                                        | クイズ・満代ショック                   | 草野がリスナーから募った○×クイズに挑戦する。 |
| 16:48.00                                        | 街角ステーション 噂を求めてどこまでも! | NRN系列 企画ネットの中継コーナー。 木曜はスポンサーの関連施設からレポートすることがある。 |
| 16:54.00                                        | お天気WONDER4                          | 松本が気象情報を伝える。 |
| 16:56.00                                        | ニッポン放送交通情報（警視庁）         | |
| 17:00.00                                        | 17時台オープニング                     | 17時台挨拶とリスナーメッセージ紹介後、楽曲を掛けることが多い。 |
| 17:03.00                                        | 5時の産経新聞ニュース                  | |
| 17:08.00                                        | スポーツWONDER4                        | この時間までに入っているスポーツニュースやスポーツに関するトピックスをニッポン放送スポーツ部アナウンサーが伝える。 |
| 17:11.00                                        | ショウアップナイターつまみ食い!        | 2019年4月から開始されたコーナー。 同局スポーツ部アナウンサーやショウアップナイター解説者が中継先球場又はスタジオに登場し、『ショウアップナイター』で当日中継予定カードの聴き所を伝える。 ナイターオフシーズンは、「スポーツWONDER4」を拡大するが、ショウアップナイター関連は当該コーナー扱いを示すため、ジングルを流す。 |
| 17:14.00                                        | 間口の狭い人生相談                     | 2019年8月12日から開始した寸劇人生相談コーナー。 草野扮する間口狭代がリスナーからの深刻では無い「間口の狭い」相談を聞くが、回答するかはその日の気分次第で進行するため、そのままフリートークになるケースも存在する。また、Twitterのハッシュタグも番組とは別に同局で放送されている『テレフォン人生相談』のハッシュタグを捩った「#semajin」で番組公式アカウントも紹介している。2020年4月から、水曜は狭代に代わり、番組内トークで徐に誕生した『とんねるずのみなさんのおかげです』（フジテレビ）のコント「愛のカイロプラクティック」のキャラクターである、石橋貴明扮する愛の整体師「回鍋肉（ホイ・コーロー）」をオマージュした、松本が扮する恋放浪（コイ・ホウロウ）による恋愛相談のコーナーが始まった。 |
| 17:25.00                                        | ニッポン放送交通情報（警視庁）         | |
| 17:28.00                                        | エンディング                           | リスナープレゼント当選者紹介、リスナーメッセージ紹介。 中継リポーターの中継先が同局に近い場合、ブース内で出演者と合流する場合がある。 |
| 2020年3月30日 - 6月11日までの暫定タイムテーブル |                                        | |
| 17:29.30                                        | 間口の狭い人生相談                     | |
| 17:34.30                                        | こちら、サンスポ編集局                 | 2018年11月第2週から開始した、木曜のみ放送するコーナー。 サンケイスポーツの翌日紙面の記事情報を、サンスポ東京本社の編集局担当者から教えて貰う。 |
| 17:37.00                                        | クイズ・満代ショック                   | |
| 17:39.00                                        | ラジオリビング                         | 16時台のリピート枠 |
| 17:41.00                                        | なんでもWONDER4                        | 主にメッセージやリクエスト紹介の枠だが、ゲストが登場することもある。 |
| 17:47.00                                        | ニッポン放送ニュース                   | 月曜日のみ |
| 17:50.30                                        | 5-56天気予報                           | 『ショウアップナイター』を通しての継続コーナー。松本が気象情報を伝える |
| 17:52.30                                        | ニッポン放送交通情報（警視庁）         | |
| 17:58.00                                        | エンディング                           | |

### 不定期コーナー
- 今日の大谷くん - MLBシーズン（4月～10月下旬頃）のみ「ショウアップナイターつまみ食い!」枠で不定期[注 25]放送。

MLBロサンゼルス・エンゼルスに所属する大谷翔平に関する最新情報を草野や松本が伝える。また年数回、同局MLB中継解説者のアキ猪瀬がスタジオ出演し、大谷のプレーについて解説する。2019年シーズンは放送頻度が減少した

### 終了コーナー
- 夕暮れマーケットお天気 - 2018年4月 - 5月
前放送番組から継続して、日経平均株価・終値と東京外国為替市場・USドルの値を紹介し、日経平均株価で値上がりが多かった業種を“晴れ”、値下がりが多かった業種を“曇り”として紹介していた
- 夕刊フジ 一息WONDER4 - 2018年4月 - 12月
リスナーからの送られてきたメッセージやTwitterを数通紹介するコーナー
- 言い間違えWONDER4
ワンダフォーな言い間違いエピソードを紹介する[注 26]

## 特別番組
- ニッポン放送ホリデースペシャル 草野満代 三時のWONDER4

2019年5月6日（15:00 - 16:00）
通常放送の1時間前に時間枠を拡大して編成
パーソナリティ：草野、パートナー：松本、箱崎